# دوغ ديفوس
دوغ ديفوس (بالإنجليزية: Doug DeVos)‏ هو شخصية أعمال أمريكي، ولد في 6 أكتوبر 1964 في غراند رابيدز في الولايات المتحدة.

## وصلات خارجية
- دوغ ديفوس على موقع إن إن دي بي (الإنجليزية)